# صموئيل بيني
صموئيل بيني (بالإنجليزية: Samuel Penny)‏ هو قسيس أمريكي، ولد في 1808، وتوفي في 1853.